# 石谷梅久
石谷 梅久（いしたに うめひさ）は、戦国時代の武将。薩摩国石谷城主。

## 略歴
石谷梅吉の子として誕生。
石谷・竹下中原・町田村などを領有するも、天文5年12月7日（1537年1月18日）、伏野原の戦いにて戦死した。